# Kova
La Kova (en russe : Кова) est une rivière de Russie qui coule dans l'oblast d'Irkoutsk et dans le krai de Krasnoïarsk, en Sibérie orientale. C'est un affluent de l'Angara en rive gauche, donc un sous-affluent de l'Ienisseï.

## Géographie
Le bassin versant de la Kova a une superficie de 11 700 kilomètres carrés, surface comparable à celles de la région française d'Île-de-France.
La Kova naît dans l'oblast d'Irkoutsk, dans une vaste zone de taïga presque inhabitée, 120 kilomètres au nord-ouest de la ville de Bratsk, sur le plateau de l'Angara, celui-ci constituant la partie méridionale du vaste plateau de Sibérie centrale. La rivière traverse des régions couvertes de taïga et fort peu peuplées. Elle coule grosso modo du sud vers le nord, parallèlement, mais plus à l'est, au cours de la Moura. Elle finit par se jeter dans l'Angara en rive gauche, au niveau de la localité de Kova. 
La Kova est habituellement prise par les glaces depuis la deuxième quinzaine d'octobre ou la première quinzaine de novembre, jusqu'à la fin du mois d'avril ou au début du mois de mai.

## Hydrométrie - Les débits mensuels à Prokopievo
Le débit de la Kova a été observé pendant 19 ans (entre 1957 et 1975) à Prokopievo, localité située à 66 kilomètres de son embouchure dans l'Angara, à 192 mètres d'altitude. 
Le débit inter annuel moyen ou module observé à Prokopievo durant cette période était de 41,7 m3/s pour une surface prise en compte de 10 200 km2, soit 87 % du bassin versant total de la rivière qui en fait 11 700.
La lame d'eau écoulée dans ce bassin versant se monte ainsi à 129 millimètres par an, ce qui est certes modéré, mais correspond aux valeurs observées sur la moyenne des cours d'eau du plateau de l'Angara. 
Rivière alimentée en majeure partie par la fonte des neiges, mais aussi par les pluies de l'été, la Kova est un cours d'eau de régime nivo-pluvial. 
Les hautes eaux se déroulent au printemps, aux mois de mai et de juin, avec un sommet très net en mai qui correspond au dégel et à la fonte des neiges. Les précipitations tombent sous forme de pluie en été, ce qui explique que le débit de juillet à septembre soit assez soutenu, mais à un niveau modéré. En octobre puis novembre, le débit de la rivière baisse considérablement, ce qui mène à la période des basses eaux liée au gel. Celle-ci d'une durée de plus ou moins six mois, a lieu de fin octobre à fin avril et correspond à l'hiver et aux importantes gelées qui s'étendent sur toute la région. 
Le débit moyen mensuel observé en mars (minimum d'étiage) est de 4,73 m3/s, soit moins de 2 % du débit moyen du mois de mai (274 m3/s), maximum de l'année, ce qui souligne l'amplitude très importante des variations saisonnières. Sur la durée d'observation de 19 ans, le débit mensuel minimal a été de 1,81 m3/s (mars 1969), tandis que le débit mensuel maximal s'élevait à 433 m3/s (mai 1966). 
En ce qui concerne la période estivale, libre de glaces (de juin à septembre inclus), le débit mensuel minimum observé a été de 9,90 m3/s en septembre 1969.